# Nordseekrabbe (Lebensmittel)

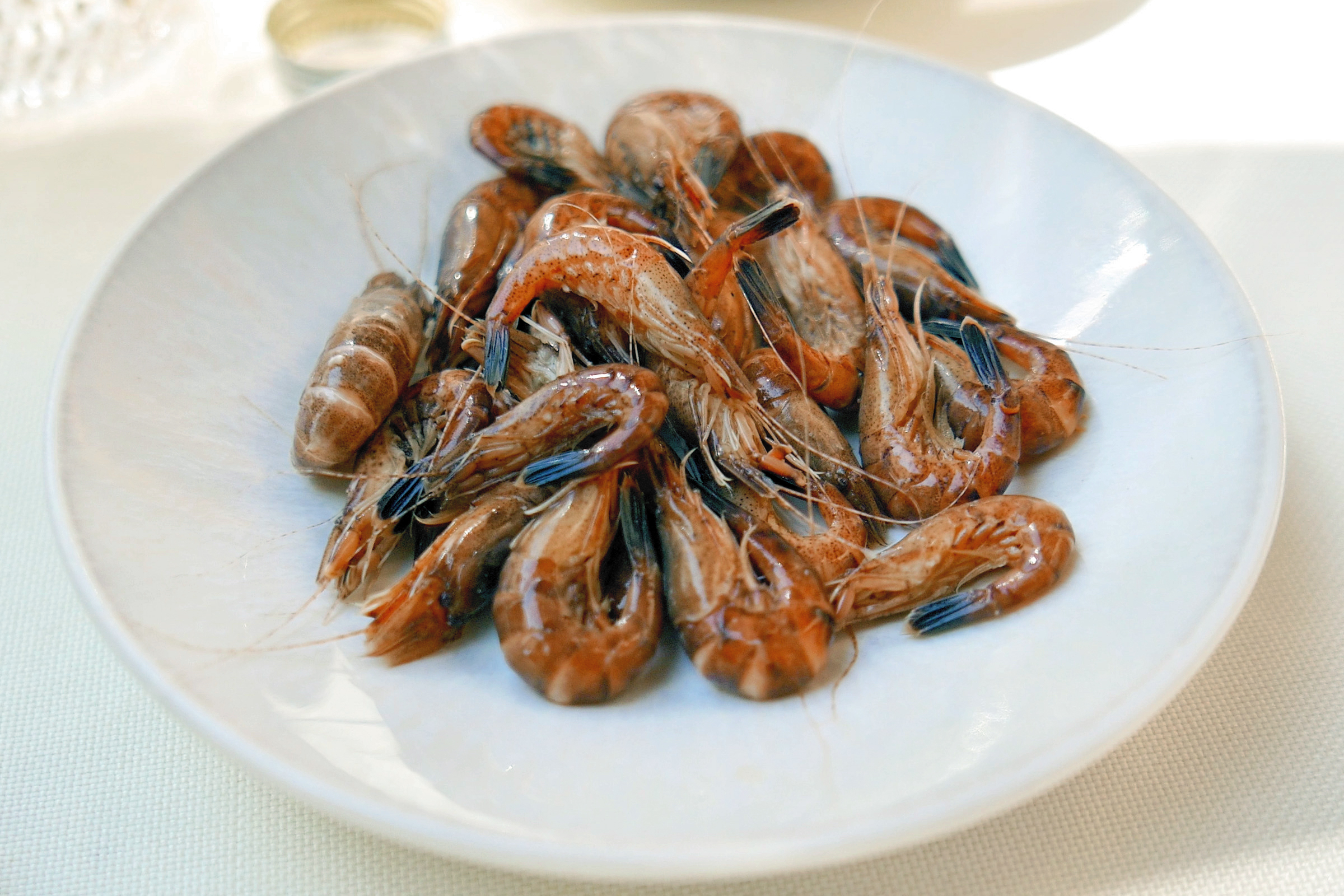
Nordseekrabben (gekocht und noch ungeschält)

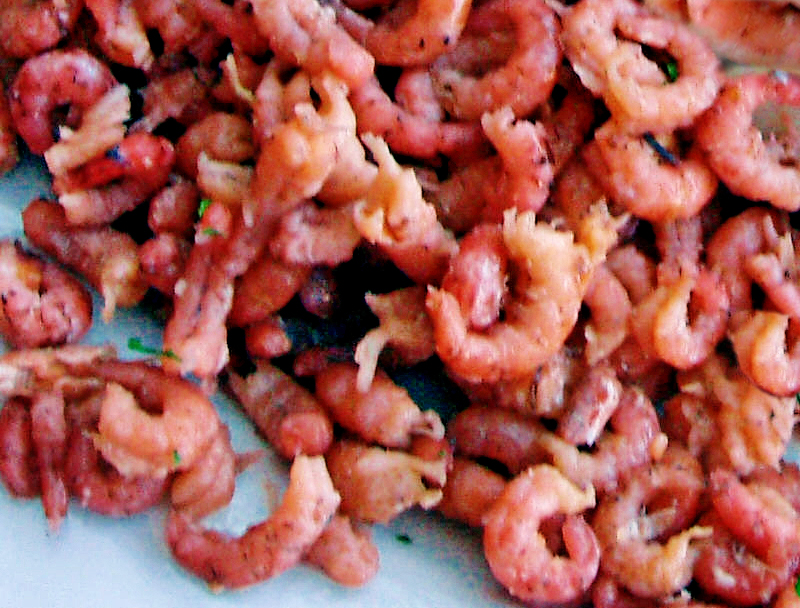
Nordseekrabbenfleisch

Als Nordseekrabben, meist kurz Krabben sowie auch Porren oder Granat, werden im allgemeinen Sprachgebrauch und insbesondere in der Küchensprache die aus der Nord- und Ostsee stammenden Nordseegarnelen (lateinisch Crangon crangon) bezeichnet, deren Fleisch als Delikatesse und als Spezialität Norddeutschlands gilt. Teils werden sie zudem als „Sand-“ oder „Strandgarnelen“, „Krevetten“ (von französisch „crevette“ − dort auch allgemein für Garnelen), „Knat“ oder „Graue Krabben“ bezeichnet.
Bedeutung als Lebensmittel haben nur Nordseegarnelen mit einer bestimmten Mindestgröße, die sogenannten Speisekrabben. Das nussig schmeckende Nordseekrabbenfleisch von Speisekrabben dient sowohl als Hauptzutat oder geschmacksprägende Zutat bei einer Reihe von norddeutschen Gerichten als auch als Beilage oder Garnierung zu verschiedenen Speisen.

## Allgemeines
Nordseegarnelen werden in Norddeutschland „fälschlicherweise, aber ganz offiziell […] Nordseekrabbe[n] genannt, obwohl ‚Krabben‘“ – im zoologischen Sinn – „ausschließlich Kurzschwanzkrebse sind“. Die „Nordseekrabbe“ gehört jedoch zu den Langschwanzkrebsen und zählt damit zu den Garnelen. Es hat sich eine Reihe von weiteren Bezeichnungen für die „Delikatesse aus der Nordsee“ eingebürgert. So werden die volkstümlich vor allem im norddeutschen Binnenland als Krabben bezeichneten Nordseegarnelen in Nordfriesland oft Porren, in Ostfriesland Granat genannt.

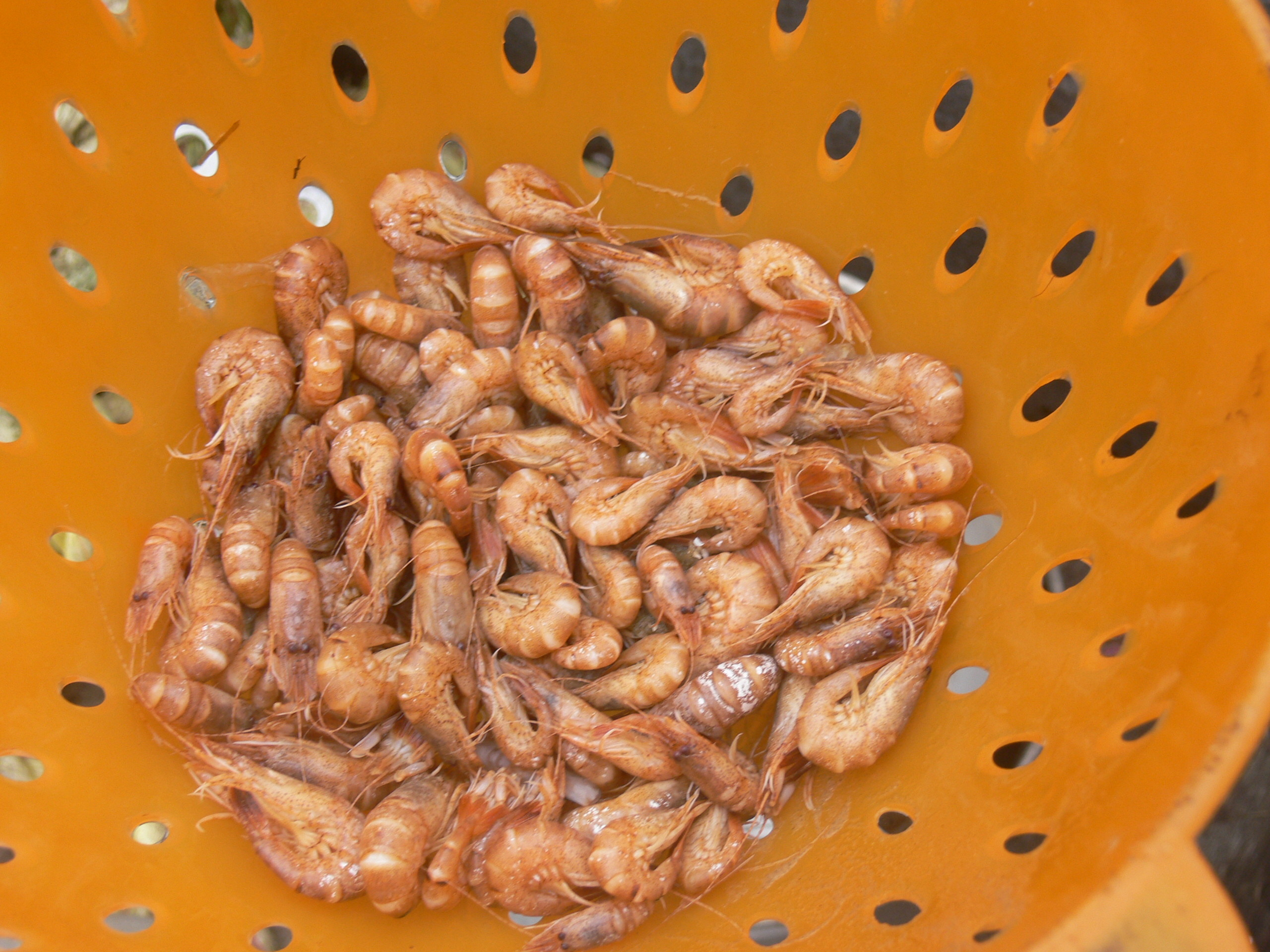
Frisch gekochte Nordseegarnelen, hier in Lakolk auf der dänischen Insel Rømø

Ihr Verbreitungsgebiet erstreckt sich vom Weißen Meer bis zur Atlantikküste Marokkos. Sie ist die am weitesten verbreitete Garnelenart der sandigen und schlickigen Küsten des Ostatlantiks und die einzige marine Garnele mit fischereiwirtschaftlicher Bedeutung für Deutschland. Weitere kleine Vorkommen bestehen in der Ostsee, im Mittelmeer und im Schwarzen Meer. Sie leben vor allem über sandigem Grund. Gefangen werden Nordseegarnelen hauptsächlich in seichteren Gewässern bis etwa 40 Meter Wassertiefe in Buchten von Frankreich und England bis nach Dänemark mit Schwerpunkt im Wattenmeer und in der Deutschen Bucht. Nordseegarnelen sind typische Garnelen, lang und schmal mit fast rundem Querschnitt und mit langen Antennen. Sie haben eine leicht gräuliche bis bräunliche Färbung; daher werden sie im Französischen „crevette grise“ und im Englischen „brown shrimp“ genannt. Im gekochten Zustand sind sie rötlich-braun und weisen eine „Tropfenform“ auf, da sich der Körper auf der Unterseite von der Schwanzspitze bis zum Kopf gekrümmt hat.
Krebsfleisch gilt als Delikatesse, und deshalb werden die Nordseegarnelen als ein „wertvolles und hochpreisiges Fischereiprodukt“ eingestuft. Sie stellen für die deutsche Küstenfischerei eine ökonomisch sehr wichtige Art dar, überdies oft nach ihrem jährlichen Anlandewert die wertvollste. Neben der kulinarischen Bedeutung von Nordseekrabben für die norddeutsche beziehungsweise nordwestdeutsche Küche haben zudem die Fischereifahrzeuge der Krabbenfischerei heute für den Tourismus an der Küste erhebliche Bedeutung.
Spätestens seit dem 17. Jahrhundert wurden die Nordseegarnelen mit Netzen im Wattenmeer gefangen; seit dem Ende des 19. Jahrhunderts wird von Krabbenkuttern aus mit Grundschleppnetzen gefischt. Die europäische Gesamtfangmenge in der Nordsee betrug 2016/17 rund 31.400 Tonnen. Damit steht die Krabbenfischerei in ihrer Bedeutung unter den Nordseefischereien an dritter Stelle. Der Verbrauch von Nordseegarnelen in Deutschland lag 2014 bei 652 Tonnen. Sie werden weitgehend nach dem Fang bereits an Bord gekocht und sind nur in geringem Umfang als ungeschälte Speisekrabben an der Küste oder bei gut sortierten Fischhändlern erhältlich. Der Großteil wird, nach meist längerem Transport zu und vom Ort des „Pulens“, als geschältes Krabbenfleisch lose oder abgepackt über den Fisch- beziehungsweise Lebensmittelhandel vermarktet. Die Krabbenschälung, die über viele Jahrzehnte sowohl an der norddeutschen Küste als auch in anderen Nordsee-Anrainerstaaten in Heimarbeit praktiziert wurde, hat sich heute im Zuge der Globalisierung zu fast 95 % ins weiter entfernte Ausland wie Marokko, Polen und Belarus verlagert.
Krabben werden traditionell nach dem Sieben fangfrisch an Bord in Seewasser gekocht, und nach dem Anlanden ungepult nach Litern direkt verkauft. Ein Liter Krabben entspricht etwa 500 Gramm. Bis 1961 wurden die gefangenen Krabben mit Borsäure und Hexamethylentetramin konserviert.
Besonders beliebt sind Nordseegarnelen in Belgien, Norddeutschland und England, zudem stehen sie in anderen Nordsee-Anrainerstaaten wie Frankreich, Niederlande oder Dänemark teils auf dem Speisezettel. Die heutige kulinarische Bedeutung von Nordseekrabben wird unter anderem vom norddeutschen Fernsehkoch Tarik Rose in einer Kochsendung des NDR Fernsehens wie folgt charakterisiert: „Das ehemalige Arme-Leute-Essen hat sich zu einer Delikatesse entwickelt – Krabben sind heute echter Luxus“. Und das Hamburger Abendblatt urteilt: „… noch immer sind Krabben das kulinarische Symbol der Nordseeküste“.

## Typische Speisen mit Nordseekrabben

### Krabbenbrötchen

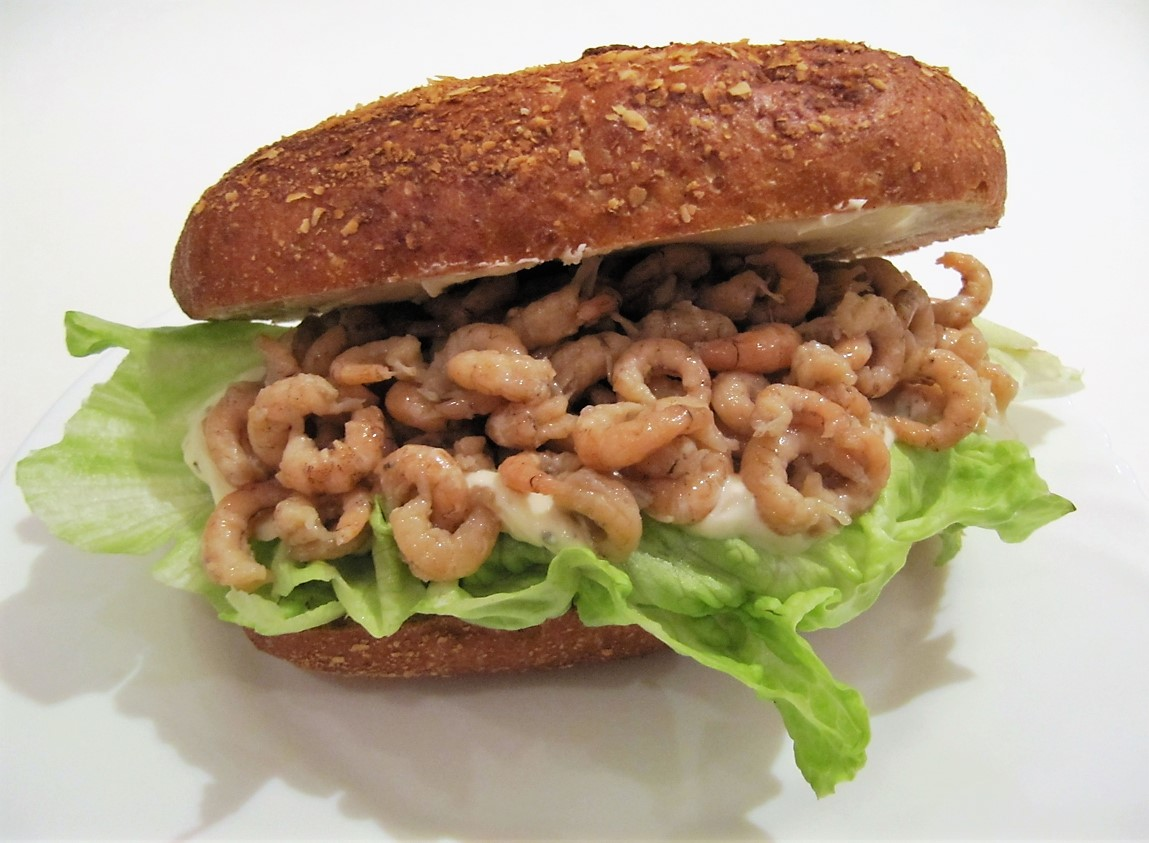
Krabbenbrötchen

Krabbenbrötchen gehören zu den Fischbrötchen und werden meistens an Imbissständen und in Schnellrestaurants verkauft, die auf Fisch ausgerichtet sind. Zudem gehören sie oft zum Angebot von Fischgeschäften. Für „Original-Krabbenbrötchen“ wird als Belag Nordseegarnele verwendet. In Norddeutschland gelten sie, wie andere Fischbrötchen, als Teil der Lebenskultur. Aufgrund des hohen Preisniveaus von Nordseekrabbenfleisch sind sie relativ hochpreisig. Sie bestehen aus einem aufgeschnittenen Brötchen, das meist mit Butter oder Margarine bestrichen und mit Nordseekrabbenfleisch belegt wird. Typische Zutaten sind Remoulade und Salatblätter. In den Fischrestaurants und -läden der Sylter Unternehmensgruppe Gosch gehören Krabbenbrötchen zum typischen Angebot; anstelle von Remoulade werden sie mit einer speziellen Salatsauce in Form einer firmeneigenen „Hummersauce“ zubereitet.
Allgemein werden heute als Belag teils andere – und preiswertere – Garnelen wie zum Beispiel „Shrimps“, „Eismeershrimps“ beziehungsweise -garnelen oder „Grönlandkrabben“ verwendet, die jedoch geschmacklich nicht mit Nordseekrabben zu vergleichen sind.

### Krabbensalat

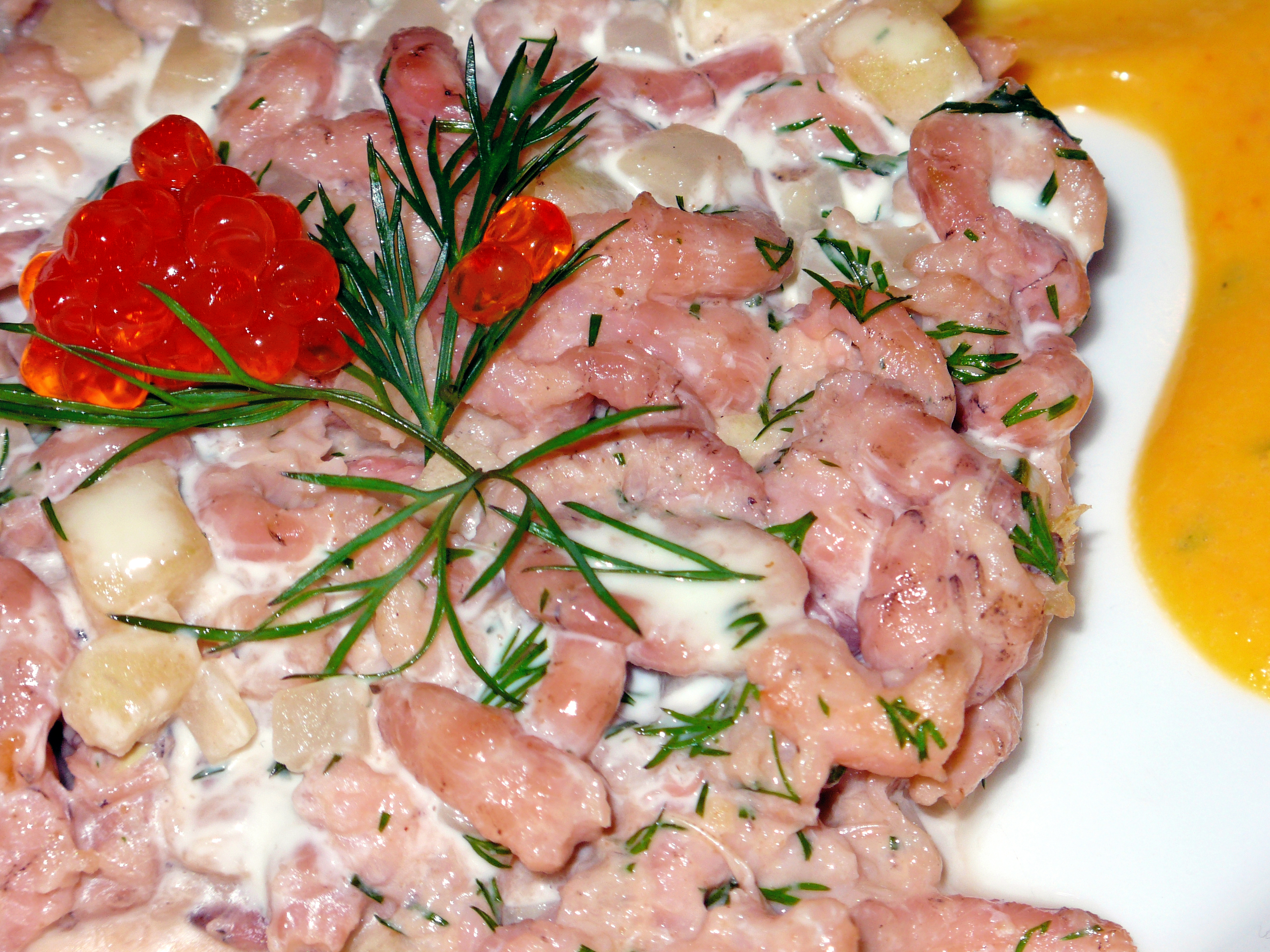
Krabbensalat mit Sellerie, Äpfeln und Salatcreme

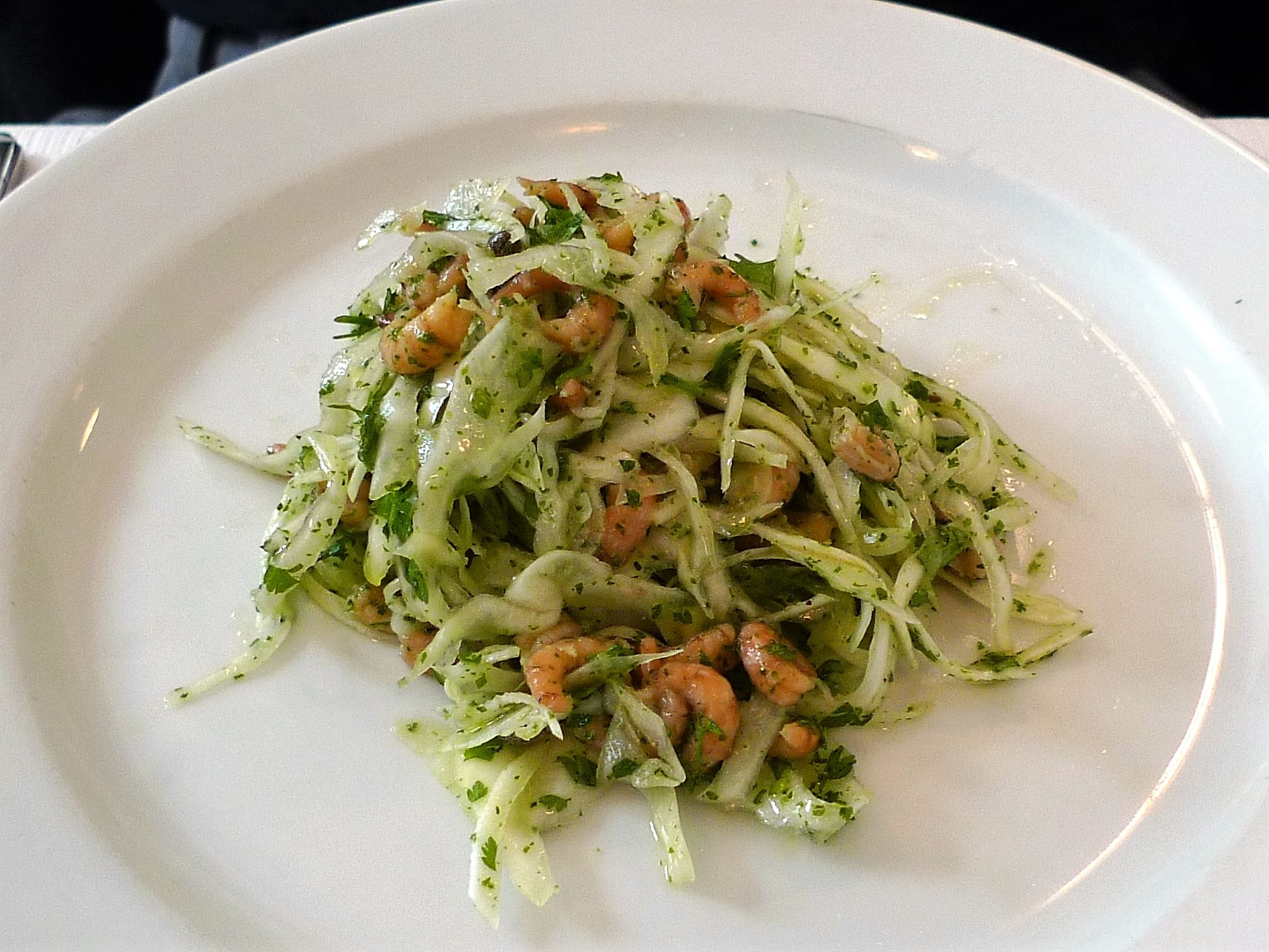
Krabbensalat mit Weißkohl und Vinaigrette

Krabbensalat gilt als norddeutsche Delikatesse. Basiszutaten des Salats sind nach traditionellem Rezept Nordseekrabbenfleisch, Salatmayonnaise, Salatgurke, Zitronensaft, Salz und Pfeffer sowie fein geschnittenes frisches Dillkraut. Damit der gehaltvolle Salat etwas frischer und leichter schmeckt, kann Joghurt hinzugefügt werden. In verfeinerten Rezepten wird die Salatcreme aus Joghurt, Saurer Sahne, Tafelmeerrettich, Zitronensaft, fein geschnittenen Lauchzwiebeln und Kräutern wie Dill oder Rauke angerührt und mit dem Krabbenfleisch vermengt. Abgeschmeckt wird mit Salz und Pfeffer und etwas Zucker. Es gibt zahlreiche Variationen; so kann zum Beispiel fein geschnittener Staudensellerie oder gewürfeltes Fruchtfleisch von Apfel oder Avocado hinzugegeben werden.
Als Büsumer Krabbensalat ist eine Variante verbreitet, für die fein geschnittene Salatgurke, Radieschen, Zwiebeln und Dill in einer Essig-Öl-Vinaigrette oder einem Zitronen-Öl-Dressing mariniert und mit Salz und Pfeffer gewürzt wird. Vor dem Anrichten wird das Krabbenfleisch darunter gehoben; garniert wird mit einigen Dillzweigen, Zitronenscheiben oder Kresse. Namensgebend für die Salatvariante ist der direkt an der Nordsee liegende schleswig-holsteinische Hafen- und Fremdenverkehrsort Büsum, das historische Zentrum des Krabbenfangs.

### Krabbencocktail
Krabbencocktails gehören zu den Vorspeisen-Cocktails, die international in den 1960er und 1970er Jahren in Mode kamen. Sie bestehen hauptsächlich aus Eisbergsalat, Garnelen und Cocktailsauce. Mittlerweile wurden hunderte verschiedene Versionen entwickelt.
Insbesondere in Norddeutschland sowie in anderen Nordsee-Anrainerstaaten wird Krabbencocktail oft mit Nordseekrabbenfleisch zubereitet. Typisch ist dabei eine Sauce aus Mayonnaise, Sahne (Schlagsahne, Schmand oder Saure Sahne), Tomatenketchup, Cognac oder Portwein, Salz, Zucker und je nach Rezept Orangen- oder Zitronensaft, geriebener Meerrettich, Pfeffer, Tabasco und Worcestersauce. Oft werden noch weitere Zutaten wie kleine Champignons, Scheiben von hartgekochten Eiern, gegarte Erbsen oder Mandarinenscheiben hinzugefügt. Die pikant abgeschmeckte Krabbenfleischmischung wird meist auf feinen Streifen von Kopfsalat sowie in Gläsern oder Schalen dekorativ angerichtet und mit Dill oder Zitronenscheiben garniert.

### Krabbensuppe

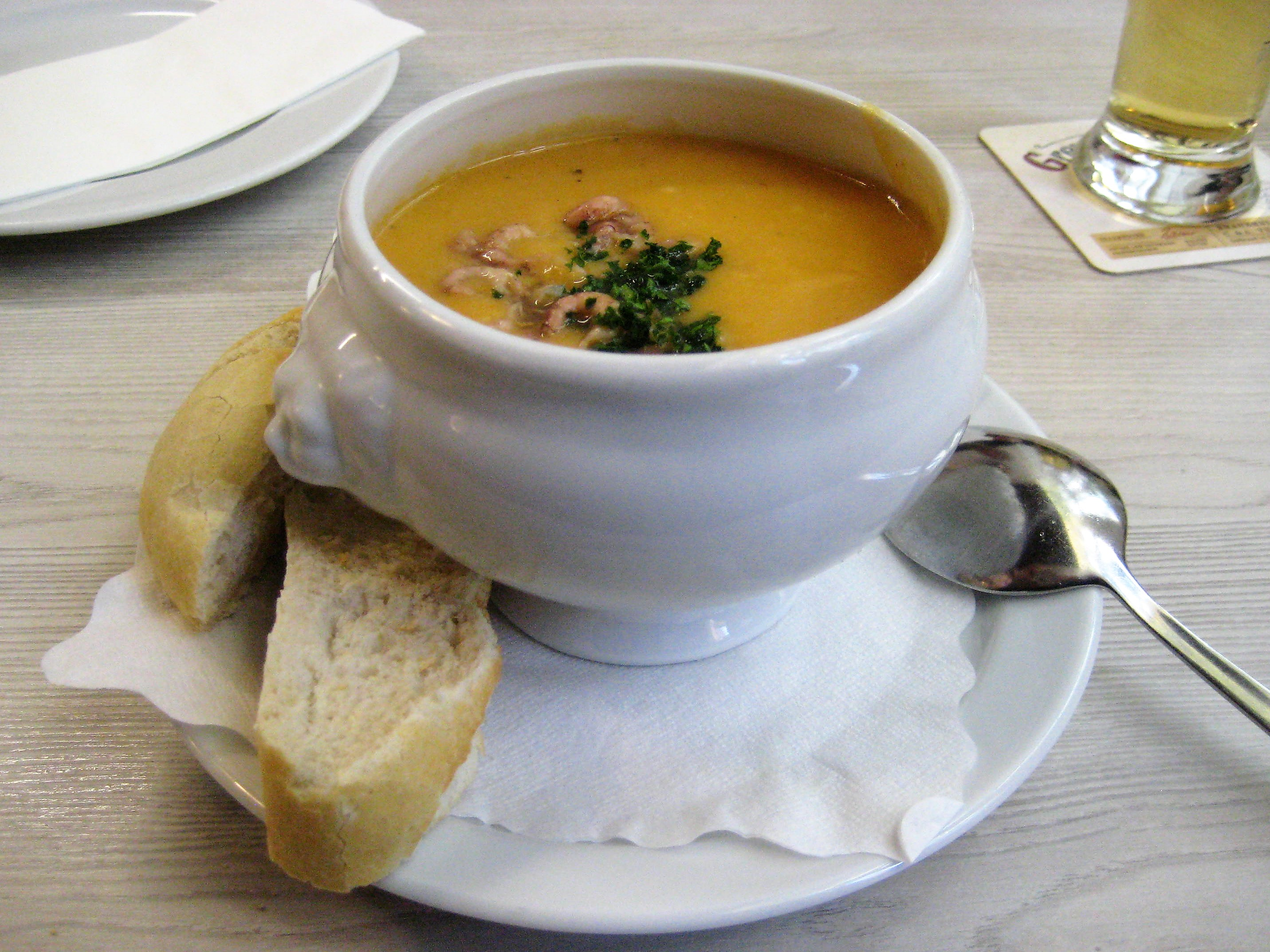
Bremer Krabbensuppe

Krabbensuppe hat sich vom früheren „Arme-Leute-Essen“ zu einer beliebten Vorspeise nach Art einer Bisque entwickelt, die heute meist heiß in einer Suppentasse und mit einem Sahnehäubchen serviert wird. In überlieferten Rezepten, wie zum Beispiel von den nordfriesischen Inseln und Halligen, wird sie mit „Krabbensud“ zubereitet. Dafür werden frische Nordseekrabben geschält, die Schalen gewaschen, in Wasser ausgekocht und der entstandene Sud durchgeseiht. Die Suppe wird mit einer Mehlschwitze aus Mehl und Fett gebunden, die mit herbem Weißwein abgelöscht wird. Anschließend wird sie mit dem Sud aufgefüllt und mit Salz, Pfeffer und Tomatenmark abgeschmeckt. In einigen Rezepten wird noch mundgerecht geschnittenes Suppengemüse hinzugegeben und in der Suppe gegart, teils werden auch Spargelabschnitte (früher meist als Konservenware) hinzugefügt. Kurz vor dem Servieren werden geschlagene Sahne und ein „Schnapsglas“ Cognac unter die heiße Suppe gezogen. Traditionell werden am Tisch je einige Löffel Krabbenfleisch in die Suppenteller oder -tassen gegeben, mit der heißen Suppe übergossen und zusammen mit etwas frisch gehackter Petersilie verzehrt.
Es gibt eine Vielzahl von Variationen, deren Zubereitungsarten sich hauptsächlich in kleinen Zutaten unterscheiden, die je nach Geschmack variieren und ausgetauscht werden können. Nahezu jeder Krabbenfischerort an der deutschen Nordseeküste kennt seine „eigene Krabbensuppe“, hinzu kommen regionale Versionen. In modernen Rezepten wird Krabbensuppe, wenn keine ungeschälten Nordseekrabben beziehungsweise Krabbenschalen verfügbar sind, meist auf Basis von Gemüsesuppe, Kartoffel-Gemüsesuppe, Hühner- oder Gemüsebrühe zubereitet. Teils wird diese mit einem handelsüblichen Krebsbutter-Fertigprodukt oder mit Hummerfond, ersatzweise Fischfond, aromatisiert.

### Krabben mit Rührei
Krabben mit Rührei gilt als Spezialität Norddeutschlands. Das einfach und schnell zuzubereitende und zugleich nahrhafte Gericht besteht lediglich aus zwei Hauptzutaten, „fangfrische“ Nordseekrabben und frische Eier. Für das Rührei werden die rohen Eier aufgeschlagen und verquirlt, oft zusammen mit etwas Milch, Joghurt, Mineralwasser oder Wasser, und in der Pfanne bei milder Hitze in Butter oder Pflanzenöl gestockt. Gewürzt wird mit Salz und nach Geschmack mit Pfeffer, teils werden noch fein geschnittene frische Kräuter wie Dill, Petersilie oder Schnittlauch darübergegeben. Als moderne Variation wird zudem mit Radieschenscheiben garniert. Traditionell werden die Krabben während des Stockens der Eier mit in die Pfanne gegeben und kurz erhitzt. Alternativ werden die Krabben in einer zweiten Pfanne kurz in heißer Butter geschwenkt, mit Salz, Pfeffer und einem Spritzer Zitronensaft gewürzt und zusammen mit dem fertigen Rührei serviert. Als Variante werden die kalt belassenen Krabben über das angerichtete Rührei gestreut oder daneben gegeben. Garniert wird oft mit Zitrone und Kräutern. Klassisch wird zu Krabben mit Rührei gebuttertes Schwarzbrot gereicht.
Krabben mit Rührei werden traditionell sowohl als „herzhaftes Frühstück“ oder Abendessen als auch als Hauptgericht verzehrt, teils zusammen mit Bratkartoffeln und Blattsalat. Als Abwandlungen sind die Speisen „Krabbenbrot“, „Halligbrot“ und „Krabbentoast“ bekannt, die zum Teil zudem mit Spiegelei zubereitet werden.

### Krabbenbrot

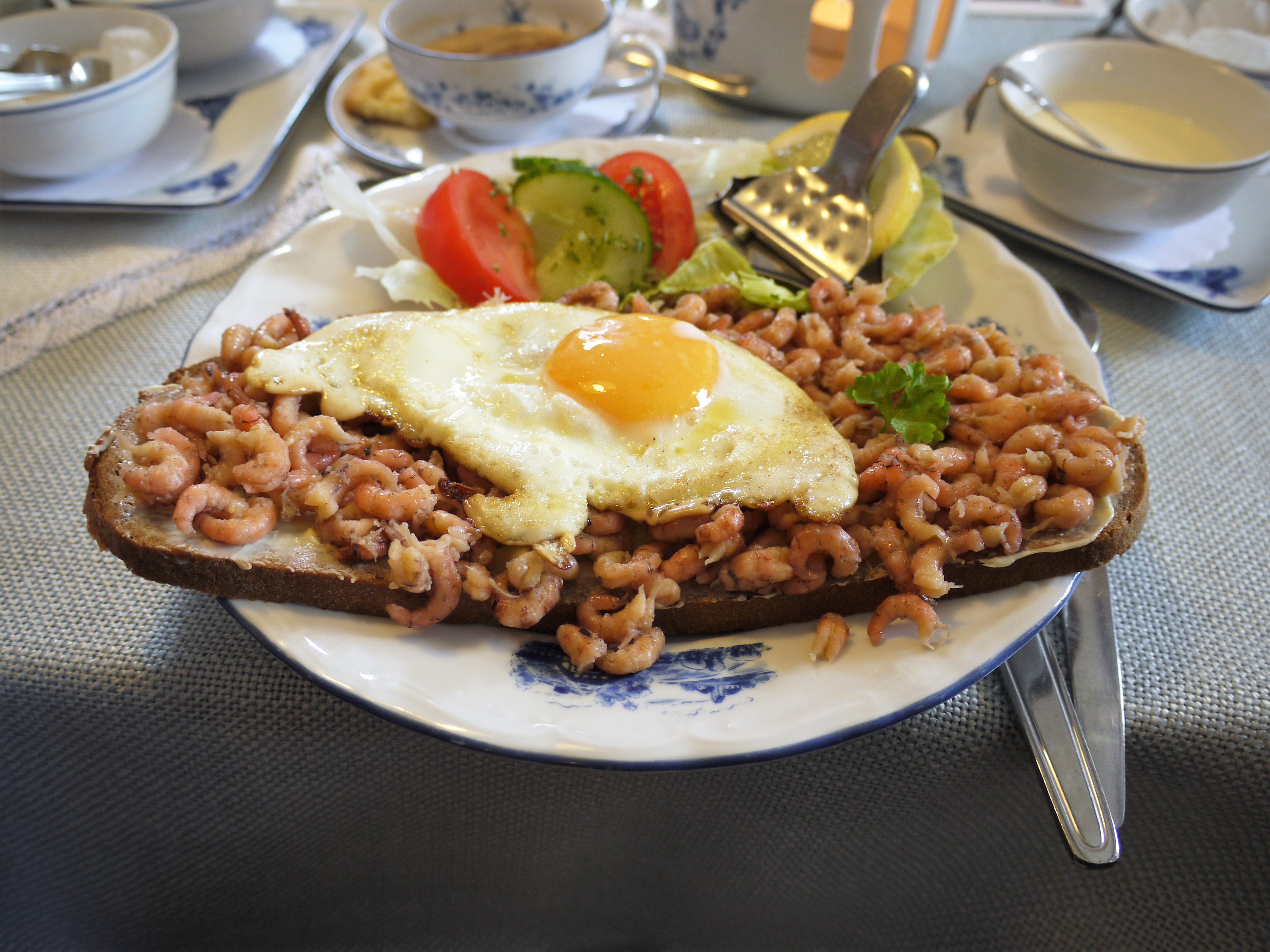
Krabbenbrot mit Spiegelei

Krabbenbrot ist ein norddeutscher Klassiker und besteht traditionell aus einem gebutterten Schwarzbrot, das mit frisch gekochten und gepulten Nordseekrabben belegt und mit Rührei oder Spiegelei ergänzt wird. Es gilt als klassisches und einfaches Krabbengericht und ist in Norddeutschland unter zum Teil verschiedenen regionalen Bezeichnungen bekannt. So wird es insbesondere in Ostfriesland und im Hamburger Raum oft als Granatschnitte (norddeutsch für eine Scheibe Butterbrot mit Granat) bezeichnet, während es vor allem in Nordfriesland als Halligbrot bekannt ist.
Gebräuchlich für die Speise sind zudem die beschreibenden Bezeichnungen Krabbenbrot mit Rührei, Krabbenbrot mit Spiegelei oder kurz Krabbenbrot, indes werden das schwedische Räksmörgås und asiatische Krabbenchips ebenfalls „Krabbenbrot“ genannt.
Nach üblichen Rezepten wird Vollkornbrot (Schwarzbrot oder dunkles Graubrot) mit Butter bestrichen und mit Rührei belegt. Dafür werden aufgeschlagene Eier mit Sahne verrührt, mit Salz und Pfeffer gewürzt und in der Pfanne zusammen mit zuvor in Butter glasig gedünsteten Schalottenwürfeln zum Stocken gebracht. Danach wird Krabbenfleisch – das möglichst frisch sein sollte – mit etwas Pfeffer gewürzt, mit fein geschnittenem Dill vermengt und reichlich über das Rühreibrot geschichtet. Alternativ wird das Brot mit Krabben belegt und mit einem oder zwei Spiegeleiern ergänzt. Garniert wird meist mit Scheiben oder Achteln von Zitrone und teils von Tomate und Gurke, zudem teils mit Salatblättern oder Gurkenfächern.
Der besonders in Nordfriesland verbreitete Begriff Halligbrot spielt auf die Halligwelt an, welche die Region prägt und findet sich beispielsweise schon in den 1970er Jahren im Standardangebot von verschiedenen Landgasthöfen an der Küste Nordfrieslands. Mittlerweile weisen viele Gastronomiebetriebe aus der Region „Halligbrot“ als Spezialität aus, nicht zuletzt im Zuge des zunehmenden Tourismusmarketings von kulinarischen Besonderheiten der Nordseeküste wie hier Krabben. Halligbrot wird meistens mit Spiegelei serviert, zudem ist es als Variation mit Rührei anzutreffen. Speisen, die andere Garnelenarten als die Nordseegarnele verwenden, gelten nicht als Halligbrot.

### Krabbentoast

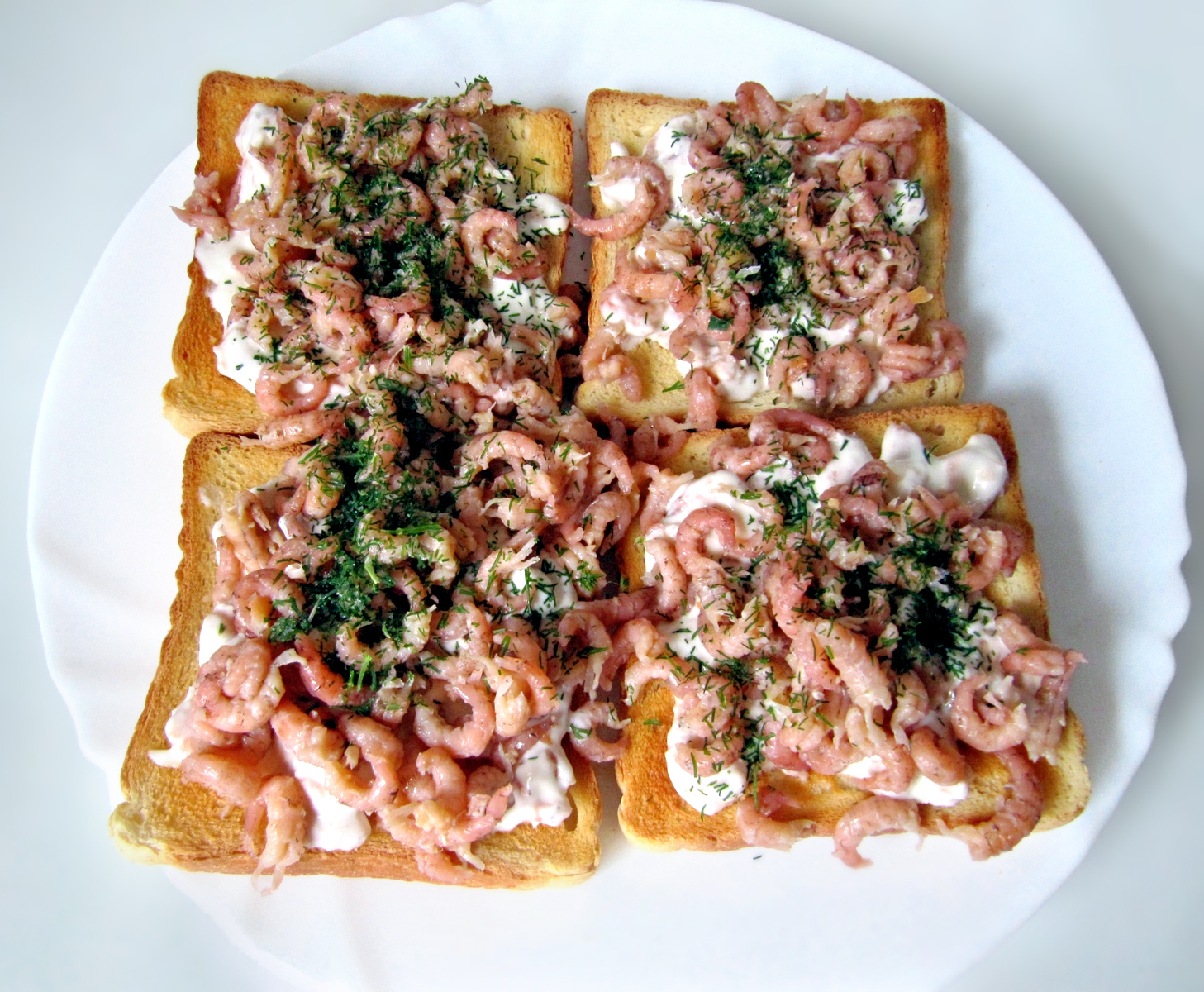
Krabbentoast mit Dill

Krabbentoast gehört zu den „Schnellen Gerichten“, die als Imbiss und Partysnack auf Basis von Toastbrot nach dessen Einführung in Westdeutschland in den 1960er Jahren aufkamen. Die Zubereitung ist zum Teil ähnlich wie beim Krabbenbrot, wobei Krabbentoast teils noch nach Aufbringen des Belags im Ofen überbacken wird. Roland Gööck beschrieb eine frühe Version in seinem 1965 im Bertelsmann Lesering erschienenen Kochbuch Schnell gekocht – im kleinen Haushalt: Geröstetes Toastbrot wird gebuttert, mit Chester-Käse und einer Mischung aus Krabbenfleisch, gehackter Petersilie und Reibkäse sowie einigen Butterflocken belegt und im heißen Ofen überbacken; nach Belieben wird Mayonnaise dazu gereicht.
Mittlerweile gibt es zahlreiche Variationen, die sich meist bei den zum Krabbenfleisch hinzukommenden Zutaten für den Belag des Toasts sowie teils bei den Gewürzen unterscheiden. Entsprechende Bestandteile in modernen Rezepten sind zum Beispiel Kräuterrahm, Rührei, Sherry, Sauce hollandaise mit Dill, oder Schnittkäse, Tomatenscheiben, Mangostreifen und Dill. Der Fernsehkoch Björn Freitag beschrieb in seinem Kochbuch Verführerische Zaubereien von 2009 eine Version, bei der die mit Olivenöl, Salz und Pfeffer marinierten und mit blanchierten Zwiebelwürfeln und Schnittlauch angemachten Nordseekrabben auf geröstetem Toast angerichtet und mit einer Safran-Curry-Aioli ergänzt werden.

### Porren in Suur
Porren in Suur (plattdeutsch: „Krabben in Sauer“) ist ein traditionelles Aspik-Gericht der schleswig-holsteinischen Nordseeküste. Dafür wird Nordseekrabbenfleisch in Weingelee mit Zwiebelringen, Lorbeerblatt und ganzen Pfefferkörnern eingelegt. Der Sud wird aus gleichen Teilen Weinessig und Wasser angesetzt und mit weißer und roter Gelatine unter Zugabe von wenig Zucker zum Gelieren gebracht.

### Porrenpann
Porrenpann (plattdeutsch: „Krabbenpfanne“) ist eine norddeutsche Spezialität aus Kartoffeln, Béchamelsauce und Nordseekrabben. Das Gericht stammt ursprünglich von den nordfriesischen Inseln und Halligen und wurde früher traditionell „mit den ersten Frühkartoffeln“ als Pellkartoffeln sowie mit frisch geschälten Krabben zubereitet. Nach überlieferten Rezepten wird die Sauce als Einbrenne hergestellt, indem Butter erhitzt und mit Mehl zu einer festen Masse verrührt wird, danach mit Milch glattgerührt und aufgekocht sowie der Vorgang solange wiederholt wird, bis die Soße dünn genug ist. Während die Esser ihre Kartoffeln selbst pellen, wird der Topf vom Feuer genommen, das Krabbenfleisch und gehackte Petersilie in die Soße gegeben und kurz ziehengelassen. Abgeschmeckt wird nur mit Salz.
Anstelle der Béchamelsauce aus Mehlschwitze wird heute oft Sahne verwendet, mit der das Krabbenfleisch kurz angedickt wird. Abgeschmeckt wird mit Salz und Pfeffer. Zudem werden dazu Salzkartoffeln und gehackte Petersilie gereicht.

### Schollenfilets mit Krabben

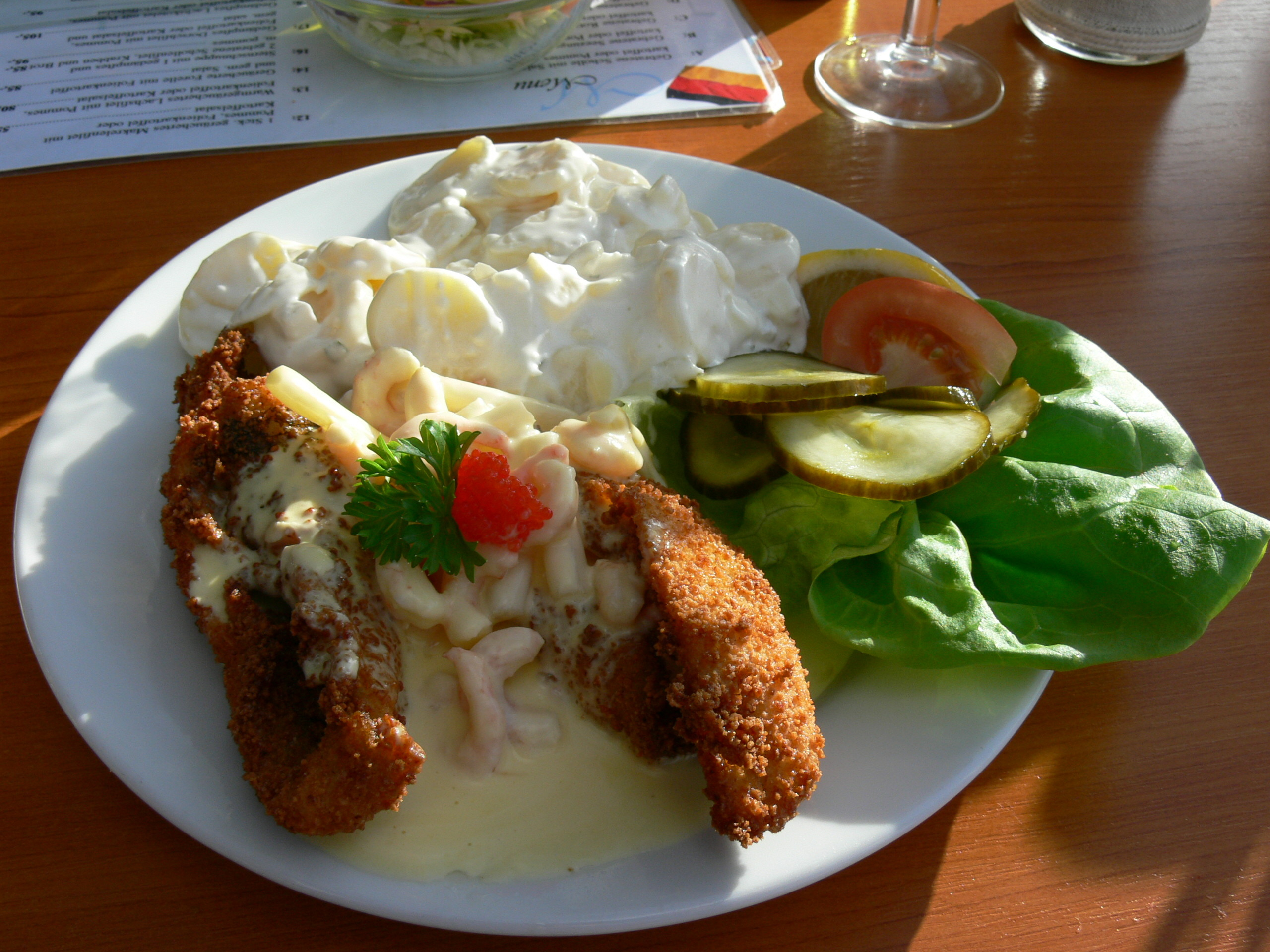
Panierte Schollenfilets mit Krabben und Spargel in Sauce Hollandaise, mit Kartoffelsalat

Schollenfilets ersparen dem Gast das übungsbedürftige Entgräten des Plattfisches und sind deshalb besonders in der Gastronomie beliebt. Sie bestehen aus entgräteten Schollenfilets – meist ohne Haut –, die mehliert oder paniert und in der Pfanne gebraten sowie oft mit angeschwitzten oder in Soße zubereiteten Krabben ergänzt werden. Dazu werden Kartoffeln als Pell- oder Salzkartoffeln, Kartoffelsalat oder Pommes frites gereicht; teils werden sie zudem mit zubereitetem Gemüse oder einem angemachten Salat serviert.

### Scholle Finkenwerder Art
Scholle Finkenwerder Art, auch Finkenwerder Scholle oder Finkenwerder Speckscholle oder Finkenwerder Kutterscholle genannt, gilt als norddeutsche Spezialität und ist eine traditionelle Zubereitung für Scholle. Namensgebend für das Gericht war der Hamburger Ortsteil Finkenwerder. Nach überlieferten Rezepten wird der Fisch mit einer Stippe aus fettem Speck, Zwiebeln und Nordseekrabbenfleisch gefüllt. Anschließend wird der Fisch im Ofen gebacken. Eine bekannte und heute überwiegend anzutreffende Variante, die indes meistens ohne Krabben auskommt, ist die Zubereitung in der Pfanne. Dafür werden die Schollen mehliert oder teils auch paniert und zusammen mit magerem Speck oder Schinkenspeck gebraten.

### Scholle Büsumer Art
Scholle Büsumer Art ist eine bekannte Variante der Scholle nach Finkenwerder Art, die jedoch ohne Speck und stets zusammen mit Nordseekrabbenfleisch zubereitet wird. Nach traditionellen Rezepten werden ganze Schollen, bevorzugt sogenannte Maischollen, in der Haut gebraten. Dafür werden die küchenfertig vorbereiteten Fische mit Zitronensaft beträufelt, mit Salz und Pfeffer gewürzt, mehliert und mit Butterschmalz in der Pfanne goldgelb gebraten. Anschließend wird das Krabbenfleisch zusammen mit etwas gehackter Petersilie in der Butter geschwenkt und als Belag auf den Schollen verteilt. Dazu werden meist Petersilienkartoffeln und Blattsalat gereicht. Garniert wird mit einer Zitronenscheibe.

### Weitere Verwendungen als Zutat, Beilage oder Garnierung

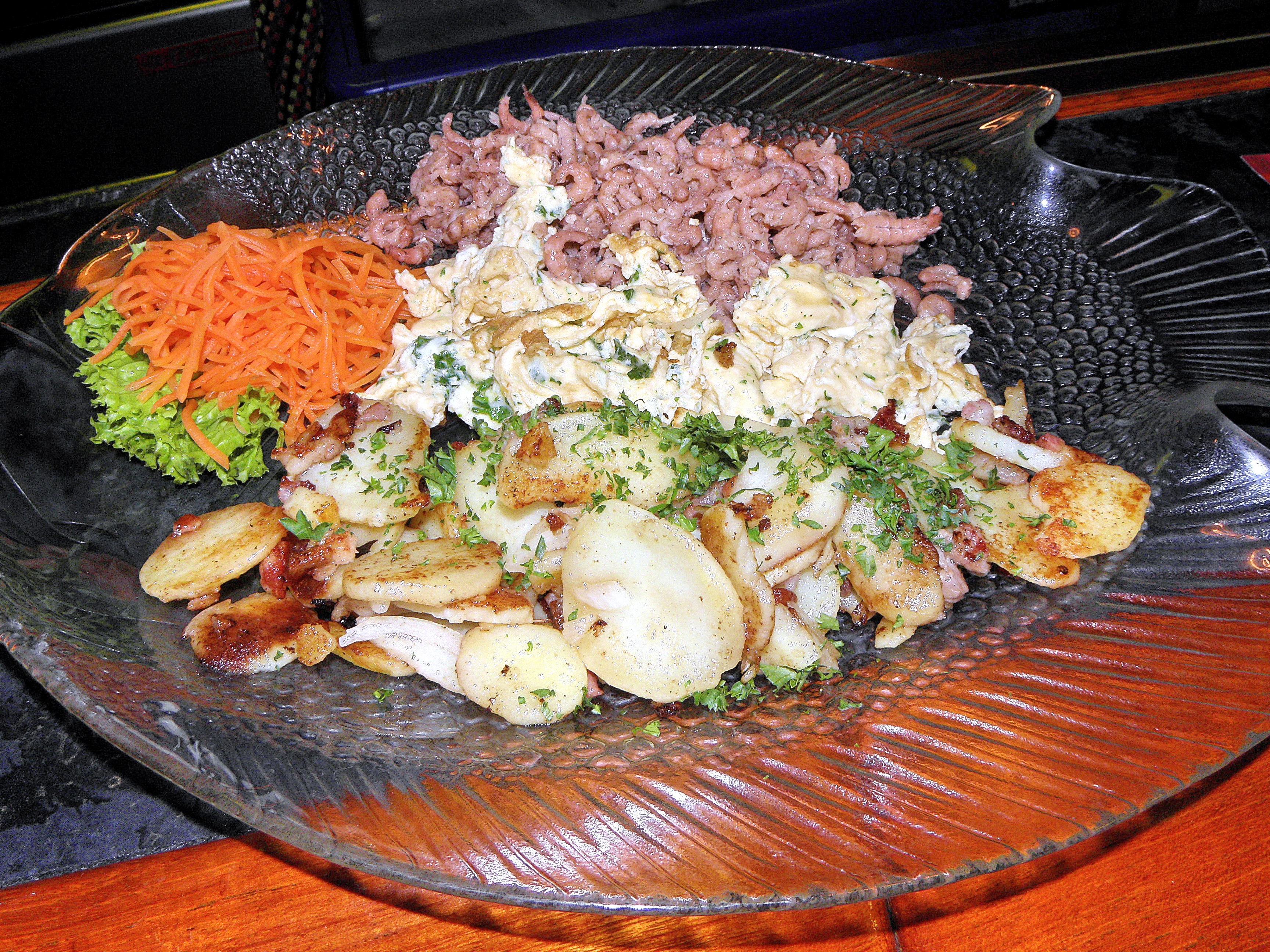
Gutbürgerlich: „Fischerfrühstück“ – Bratkartoffeln mit Rührei und Nordseekrabben

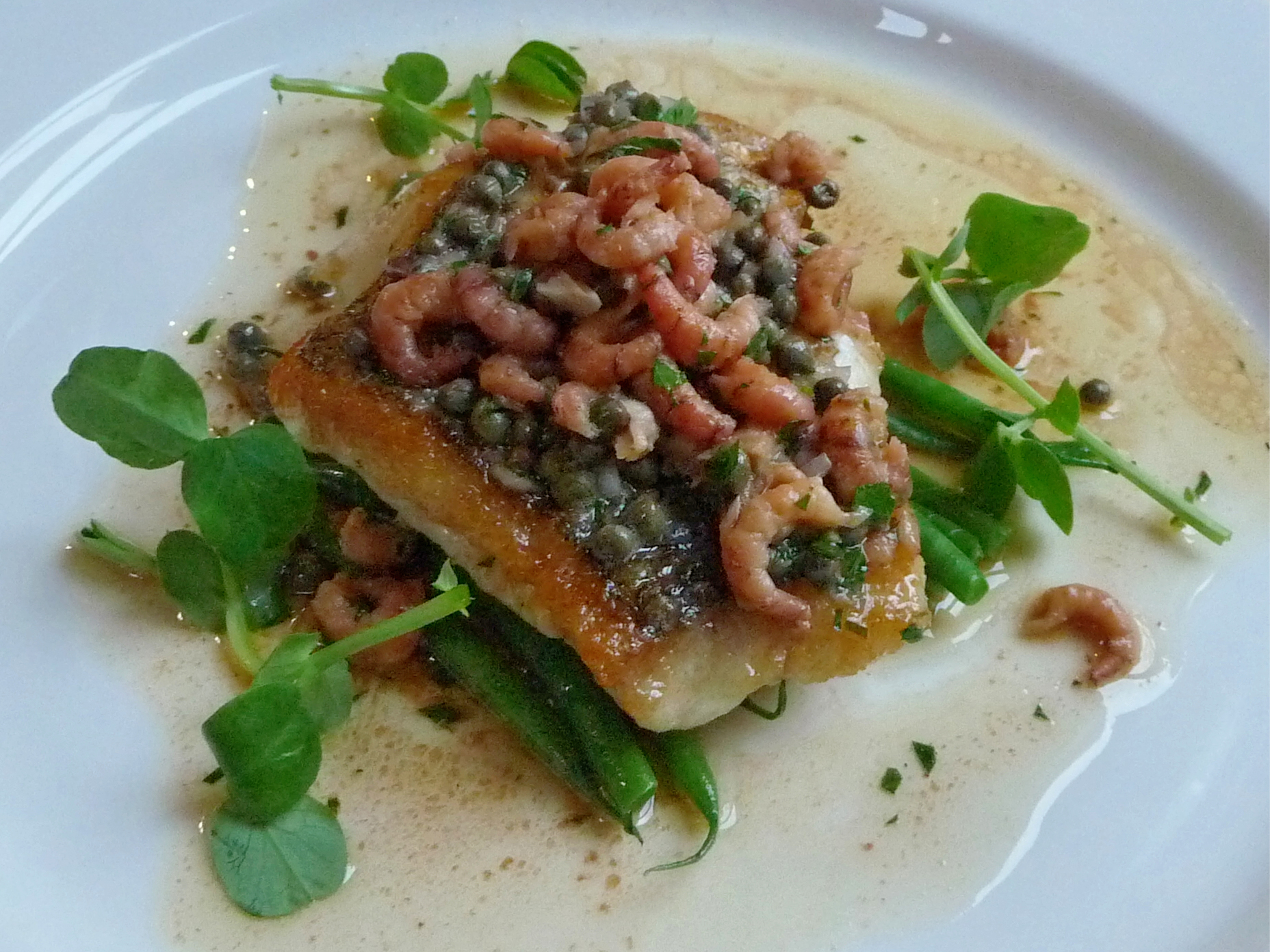
Nouvelle Cuisine: Gegrillter Seebarsch mit Nordseekrabben und Kapern auf grünen Bohnen und Wasserkresse

Nordseekrabben gehören zu den beliebtesten Meeresfrüchten und sind daher, vor allem in Norddeutschland, noch bei einer Reihe von weiteren Gerichten anzutreffen, bei denen sie als Zutat, Beilage oder Garnierung dienen. „Die Friesen essen [… Nordseekrabben] in Suppen und Ragouts, in Salaten oder als Frikadelle und besonders gerne auf Brot und mit Ei, schlicht und nahrhaft“, konstatiert das Hamburger Abendblatt.
Zu den überlieferten Gerichten und Beilagen mit Krabbenfleisch gehören zum Beispiel Eierpfannkuchen mit Krabben, Krabbenfrikadellen, Krabbensoufflé oder Krabbensoße süßsauer. Heute befassen sich viele Spitzenköche regelmäßig mit „Nordseekrabben als Thema“ und stellen neue Kreationen und Variationen vor, zum Beispiel:
- zeigte der Fernsehkoch Tarik Rose in einer Kochsendung des NDR Fernsehens die Zubereitung von Frischkäse-Törtchen mit Krabben und Räucherlachs sowie eines norddeutschen Surf and Turf-Gerichtes als Kombination von Rindersteak mit Nordseekrabben,[12]
- beschrieb der Spitzenkoch Alfons Schuhbeck in seinem Standardwerk Deutschland – das Kochbuch unter anderem ein Rezept für Kartoffelsuppe mit Nordseekrabben,[40]
- beschrieb die Fernsehköchin Cornelia Poletto in ihrem Kochbuch Koch dich glücklich mit Cornelia Poletto ein Rezept für Krabbenomelett mit Vollkornchips als modernisierte Version des Klassikers Krabben mit Rührei.[41]

## Krabben in der Literatur
Ein literarisches Denkmal wurde den „Nordseekrabben“ durch den Schriftsteller Bertolt Brecht gesetzt. In seiner Kurzgeschichte Nordseekrabben oder Die moderne Bauhaus-Wohnung, die erstmals 1927 herauskam, erhalten sie eine symbolhafte Bedeutung: Eine – vom Protagonisten der Geschichte als Gastgeschenk mitgebrachte – Dose Nordseekrabben wird „gleichsam zum Symbol von natürlicher, echter Erfahrung in der künstlich-kulturellen“ und „kosmopolitischen“ Welt einer im Bauhaus-Stil eingerichteten Wohnung eines ehemaligen Kriegskameraden, der durch Heirat zu einigem Wohlstand gelangt ist und der vom Ich-Erzähler zusammen mit dem Protagonisten besucht wird.